# 아이 오리진스
《아이 오리진스》(영어: I Origins)는 2014년 개봉한 미국의 SF 로맨스 드라마 영화이다. 마이크 케이힐이 감독과 각본을 맡았다. 2014 시제스 영화제 장편극영화 작품상 수상작이다.

## 출연
- 마이클 피트
- 브릿 말링
- 아스트리드 베르제스프리즈비
- 스티븐 연
- 아치 판자비
- 캐라 시모어
- 베니다 에번스
- 윌리엄 메이포서

## 같이 보기
- 홍채 인식
- 환원 불가능한 복잡성